# 아에로플로트 7425편 추락 사고
아에로플로트 7425편 추락사고는 1985년 7월 10일에 일어난 항공기 추락 사고이다. 이때 아에로플로트 7425편 항공기(투폴레프 Tu-154B-2)가 소련 우치쿠두크에 추락해 탑승자 200명 모두 사망한 사고이다.

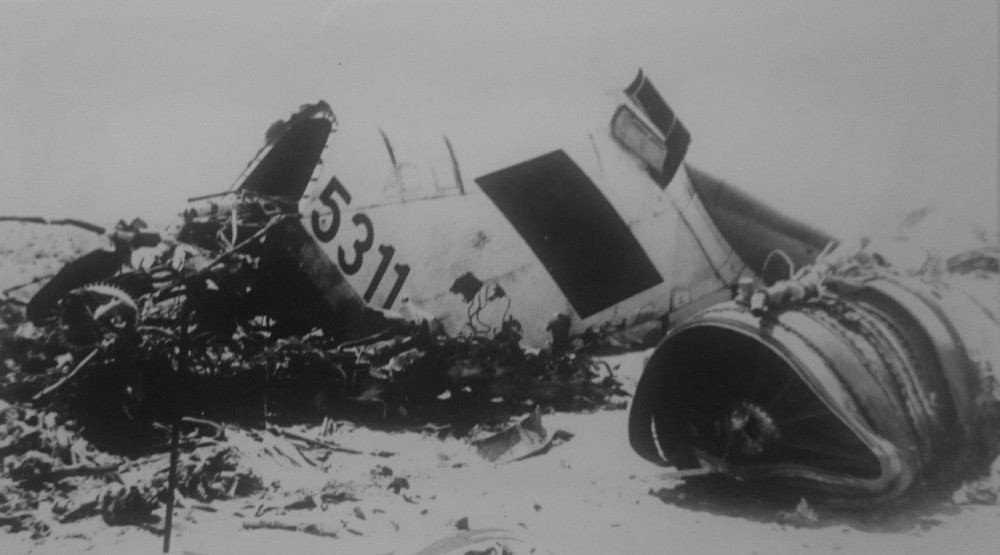
사고의 사진

## 같이 보기
- 아에로플로트의 사건 및 사고